# Ernest Seka
Ernest Seka (Clichy, 22 giugno 1987) è un calciatore francese naturalizzato guineano, difensore del Chantilly.

## Caratteristiche tecniche
È un difensore centrale. Può fare anche il terzino sinistro come visto nella Coppa d'Africa 2019.

## Palmarès

### Competizioni nazionali
- Championnat National: 1

Strasburgo: 2015-2016
- Ligue 2: 1

Strasburgo: 2016-2017